# Scrofella chinensis
Scrofella chinensis là một loài thực vật có hoa trong họ Mã đề. Loài này được Maxim. miêu tả khoa học đầu tiên năm 1888.